# Lomatogonium spathulatum
Lomatogonium spathulatum är en gentianaväxtart som beskrevs av Merritt Lyndon Fernald.
Lomatogonium spathulatum ingår i släktet stjärngentianor och familjen gentianaväxter. Inga underarter finns listade i Catalogue of Life.